# Xaphan

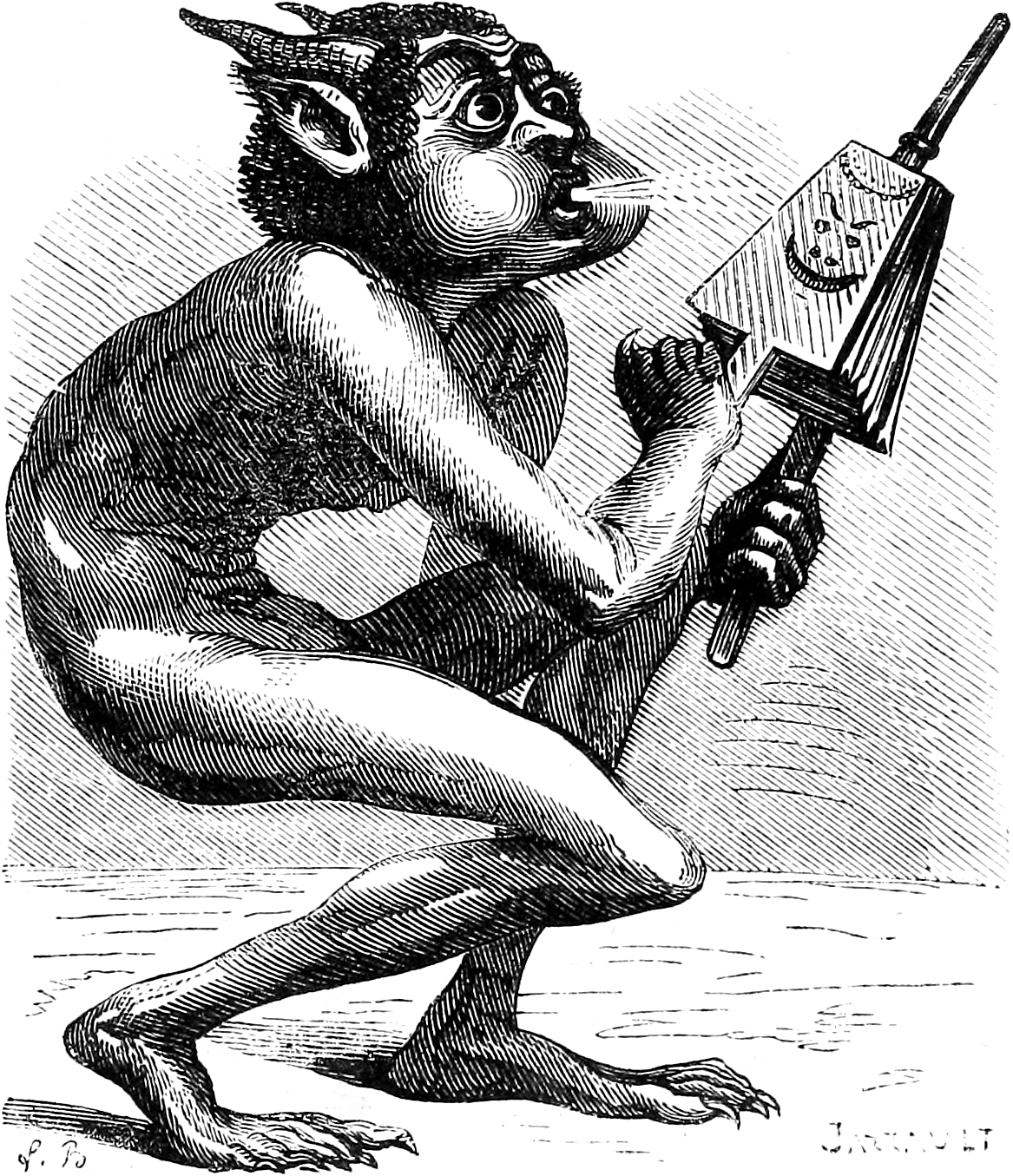
Imagen de Xaphan (Za-FAN) del Dictionnaire infernal de Collin de Plancy

Xaphan es uno de los ángeles caídos que se rebelaron con Satanás en contra de Dios, y es un demonio de segundo rango.
Xaphan se unió a las filas de Satanás y fue aceptado con brazos abiertos, debido a que el poseía una mente inventiva. Durante la rebelión contra el Cielo, sugirió prender fuego al cielo pero él y los demás caídos fueron arrojados al infierno antes de cometer tan vil acto. Después de ser arrojado del Cielo al Abismo, avivó las llamas de los hornos del Infierno con su boca y sus manos. Tiene un fuelle como emblema. 